# Hôtel de ville de Kiskunfélegyháza
L'Hôtel de ville de Kiskunfélegyháza (en hongrois : Kiskunfélegyházi Városháza) abrite l'administration municipale de Kiskunfélegyháza. Conçu par József Vas et Nándor Morbitzer, il s'agit d'un bel exemple du style Sécession en Hongrie.